# بيت ديسغاردين
بيت ديسغاردين (بالإنجليزية: Pete Desjardins)‏ هو غطاس أمريكي، ولد في 10 أبريل 1907 في سانت بيري جوليس في كندا، وتوفي في 6 مايو 1985 في ميامي في الولايات المتحدة.

## وصلات خارجية
- بيت ديسغاردين على موقع قاعة مشاهير السباحة العالمية (الإنجليزية)
- بيت ديسغاردين على موقع أوليمبيديا (الإنجليزية)
- بيت ديسغاردين على موقع الموسوعة البريطانية (الإنجليزية)